# Farol (tango)
 Farol  es un tango cuya letra pertenece a Homero Expósito en tanto que la música es de Virgilio Expósito, que fue grabado por primera vez el 15 de julio de 1943 por la orquesta de Osvaldo Pugliese con la voz de Roberto Chanel para la discográfica Odeon. 

## Los autores
Homero Expósito (Zárate, provincia de Buenos Aires, 5 de noviembre de 1918 – 23 de septiembre de 1987), cuyo nombre completo era Homero Aldo Expósito fue un conocido poeta y letrista argentino de tango, autor de muchos famosos tangos, algunos de los cuales, como Naranjo en flor (1944) y Farol (1943) llevan la música de su hermano Virgilio Expósito.
Virgilio Expósito ( Campana, Argentina, 3 de mayo de 1924 – Buenos Aires, Argentina, 25 de octubre de 1997), cuyo nombre completo era Virgilio Hugo Expósito, fue un compositor de tango y pianista argentino reconocido como uno de los músicos más representativos de la generación de 1940.

## El farol en el tango
Grandes poetas del tango como Pascual Contursi, Homero Expósito, Celedonio Flores, Francisco García Jiménez, Alfredo Le Pera y Homero Manzi nombraron o evocaron el farol en sus obras.
Dice Adet:

”El farol es el barrio, la novia, la esquina, la cita con la muerte, el malevo resentido que fuma y espera, la cortada mistonga. El tango crea y recrea el mito del farol. Allí está todo: la soledad, la nostalgia, la tristeza, la ilusión. El farol es el farol de los pobres. No hay mitología de farol en los barrios ricos. El farol apenas alumbra, apenas arroja un cono de luz sobre la vereda; más allá hay oscuridad, penumbras, pobreza. No hay tango sin nostalgia, sin amores perdidos y sin farol. Es su puesta en escena…El farol habla de un Buenos Aires o de una ciudad que fue, que ya no existe. Es el pasado, pero no cualquier pasado, el farol es el pasado convocado por el mito.”

El farol que nombra Homero Expósito en 1943 en la letra de su tango es una reflexión mitológica. Después de ubicar la escena al final de la primera estrofa en “Un arrabal obrero, una esquina de recuerdos y un farol”, usa el farol para marcar el paso del tiempo agregando: “Farol, las cosas que ahora se ven, farol ya no es lo mismo que ayer”.

## Grabaciones
Además de la grabación de Pugliese y Chanel, otros grandes intérpretes registraron este tango. Entre ellos, Francisco Fiorentino cantando con la orquesta de Aníbal Troilo el 30 de septiembre de 1943 para RCA-Victor, Alfredo Belusi con la orquesta de José Basso para el sello Music Hall, Roberto Goyeneche con la Orquesta Típica Porteña dirigida por Raul Garello y Miguel Montero con acompañamiento orquestal.